# Brânză de burduf
Brânză de burduf es un tipo de queso ovino salado, de fuerte sabor y textura ligeramente blanda. Se obtiene salando queso caș en piezas pequeñas y mezclándolo a mano en un cuenco de madera. La mezcla se coloca luego en el estómago o en piel de oveja, o en un tubo hecho con corteza de pino. El queso se mantiene durante un largo plazo en el estómago o piel de oveja, y cuando se cura en la corteza del pino, adquiere un sabor especial a la resina pinácea. El queso proviene del sureste de Transilvania, Rumanía, concretamente de la ciudad de Fundata.

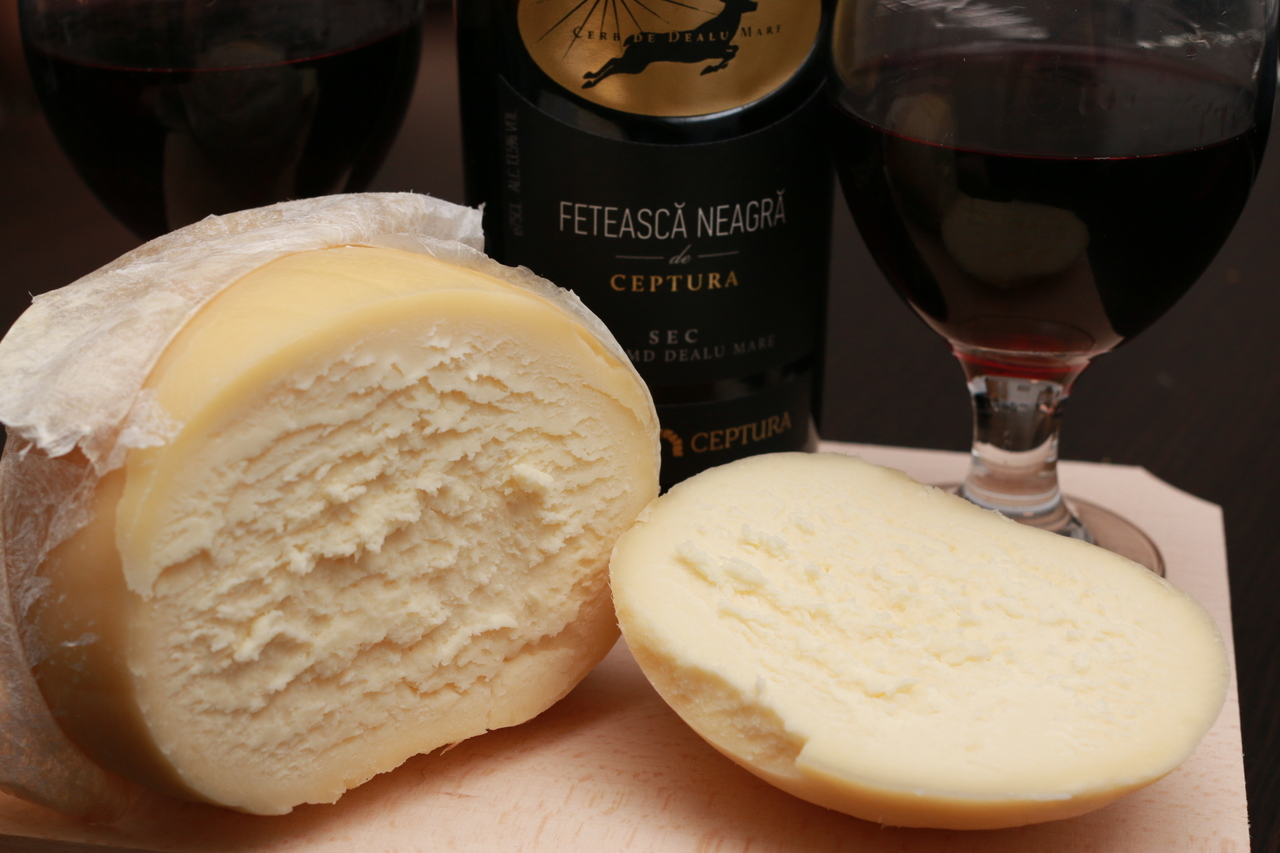
Brânză de burduf